# نازک‌مرغ نقاب‌دار جلگه‌ای
نازک‌مرغ نقاب‌دار جلگه‌ای (نام علمی: Apalis binotata) نام یک گونه از سرده نازک‌مرغ است.